# Do Me a Solid
Do Me a Solid – amerykański film krótkometrażowy z 2010 roku.

## Opis fabuły
Pewien mężczyzna przechodzi test lojalności. Jest zmuszony do podjęcia skomplikowanych decyzji życiowych, a jego wybory mogą mieć śmiertelne konsekwencje.

## Obsada
- Brent Huff − Justin
- Todd Bridges − Maurice
- Greg Depetro − Miles
- Candace Kita − Sam
- William Knight − ojciec
- Michael Monks − Michael
- Jordan Savage − Celia